# Kennemerland

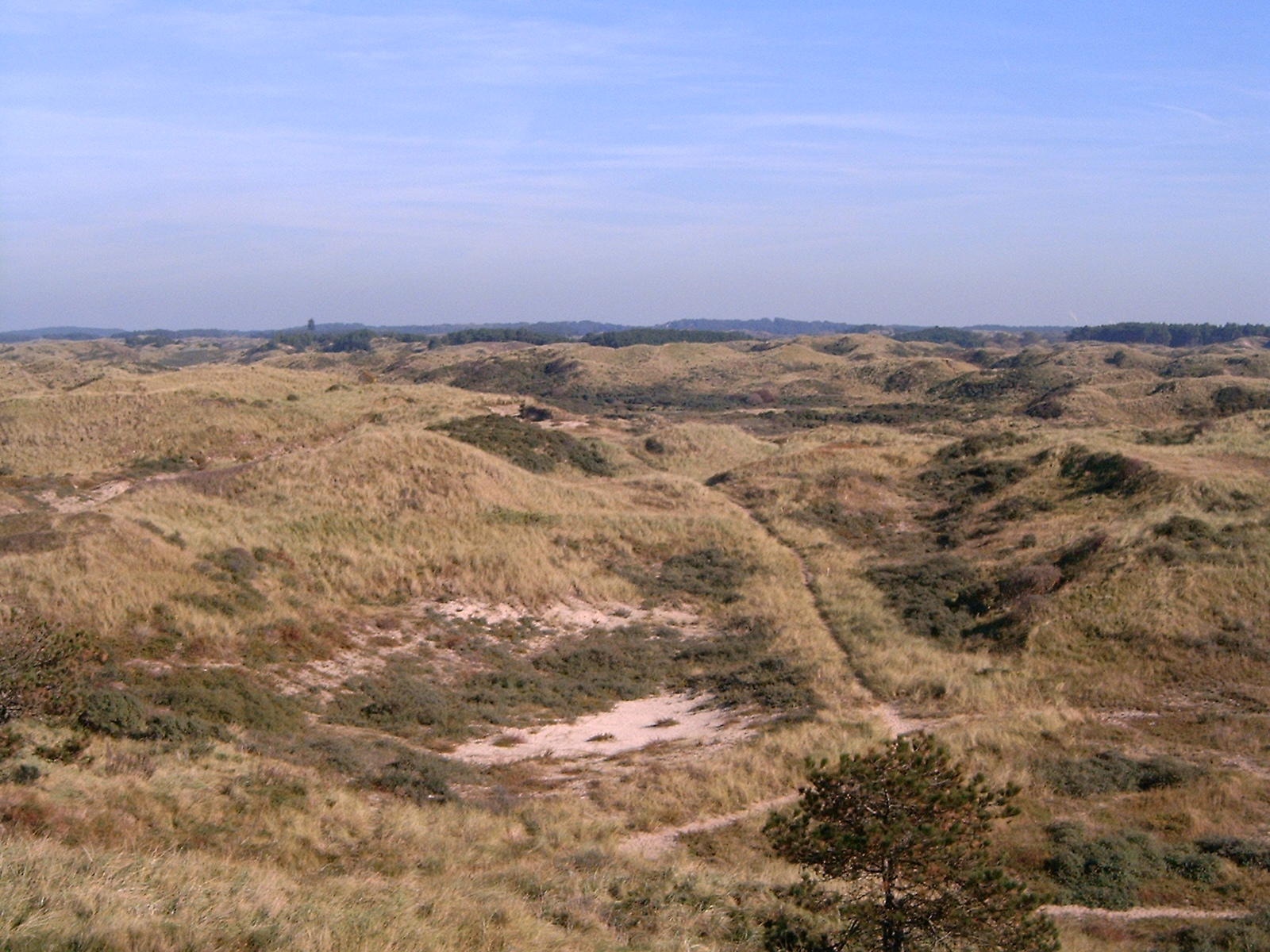
Paesaggio dunoso tipico del Kennemerland.

Il Kennemerland è una regione geografica costiera ed una regione storica nel nord-est dei Paesi Bassi situata nella provincia dell'Olanda Settentrionale. Include le dune a nord del Canale del Mare del Nord, così come le dune del Parco nazionale Zuid-Kennemerland. Parte del Kennemerland Settentrionale (Graft-De Rijp, Schermer) può essere considerato solo parte del Kennemerland quale regione geografica in quanto trattasi di polder prosciugati in tempi relativamente recenti. Oggigiorno, nel linguaggio comune, con Kennemerland ci si riferisce ai dintorni della città di Haarlem.

## Storia
Il Kennemerland deve il suo nome ad una popolazione denominata Kennemer di origine frisona e abitante dell'area, la quale, tra il X e il XIII secolo combatté, venendo sconfitta, contro il dominio nell'area dei Conti d'Olanda. Il nome pare derivare dalla popolazione dei Canninefati. A causa delle guerre e delle deviazioni dei corsi d'acqua intervenuti nella zona, i confini originali del Kennemerland rimangono incerti. Nel corso del XX secolo il Kennemerland è stato ridefinito per individuare un'area sovramunicipale della provincia dell'Olanda Settentrionale.

## Odierne municipalità del Kennemerland

Provincia dell'Olanda Settentrionale con evidenziato in verde più chiaro il Kennemerland Settentrionale, in verde sfumato il Medio Kennemerland e in verde più scuro il Kennemerland Meridionale.

### Kennemerland Settentrionale
- Alkmaar (in parte situata nella Frisia Occidentale)
- Heerhugowaard (situata nella Frisia Occidentale)
- Bergen
- Castricum
- Heiloo

### Medio Kennemerland
- Beverwijk
- Heemskerk
- Uitgeest

### Kennemerland Meridionale
- Bloemendaal
- Haarlem (Capoluogo dell'Olanda Settentrionale)
- Haarlemmerliede en Spaarnwoude
- Haarlemmermeer
- Heemstede
- Velsen
- Zandvoort